# 旧二本松藩戒石銘碑

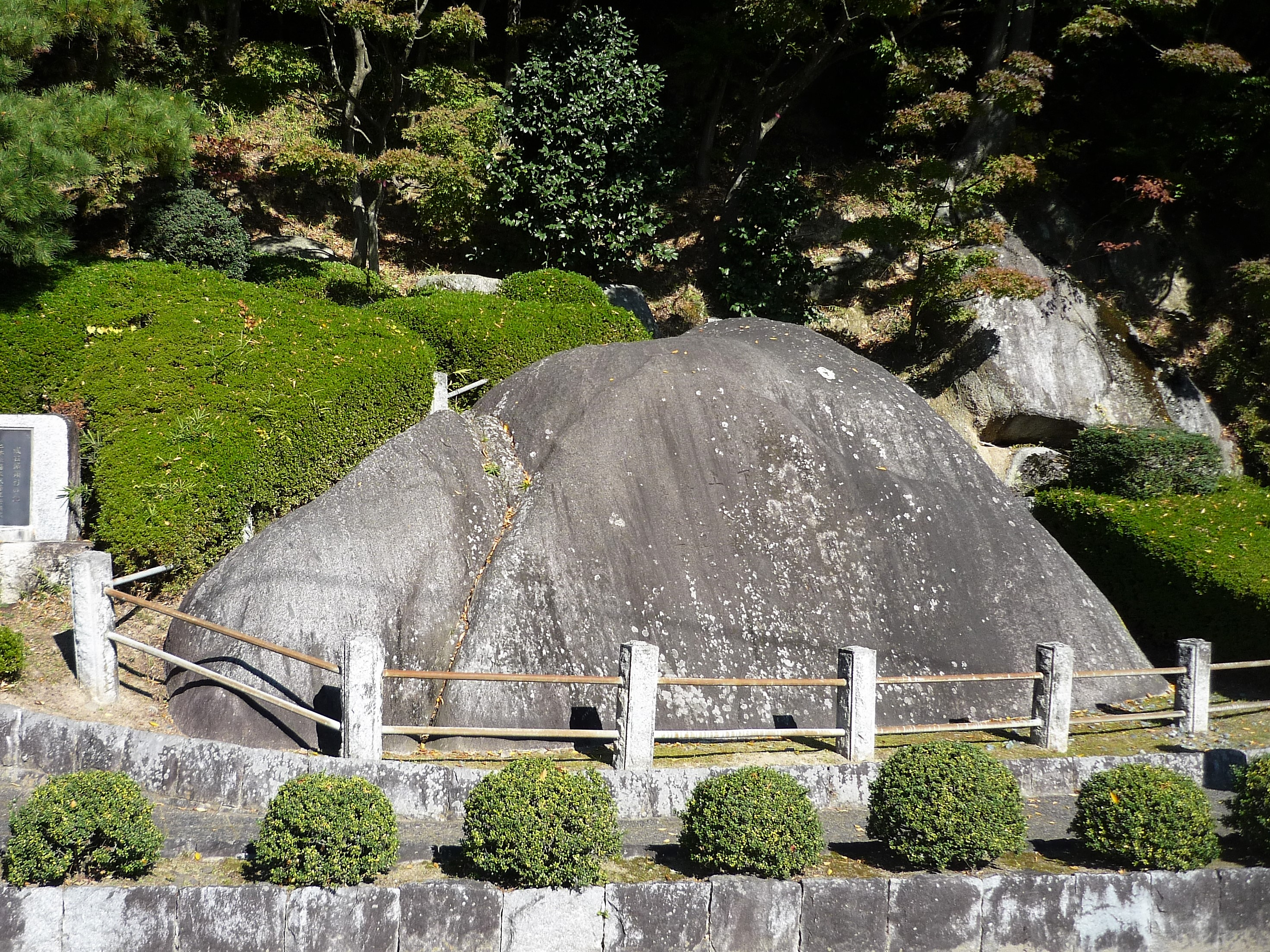
旧二本松藩戒石銘碑

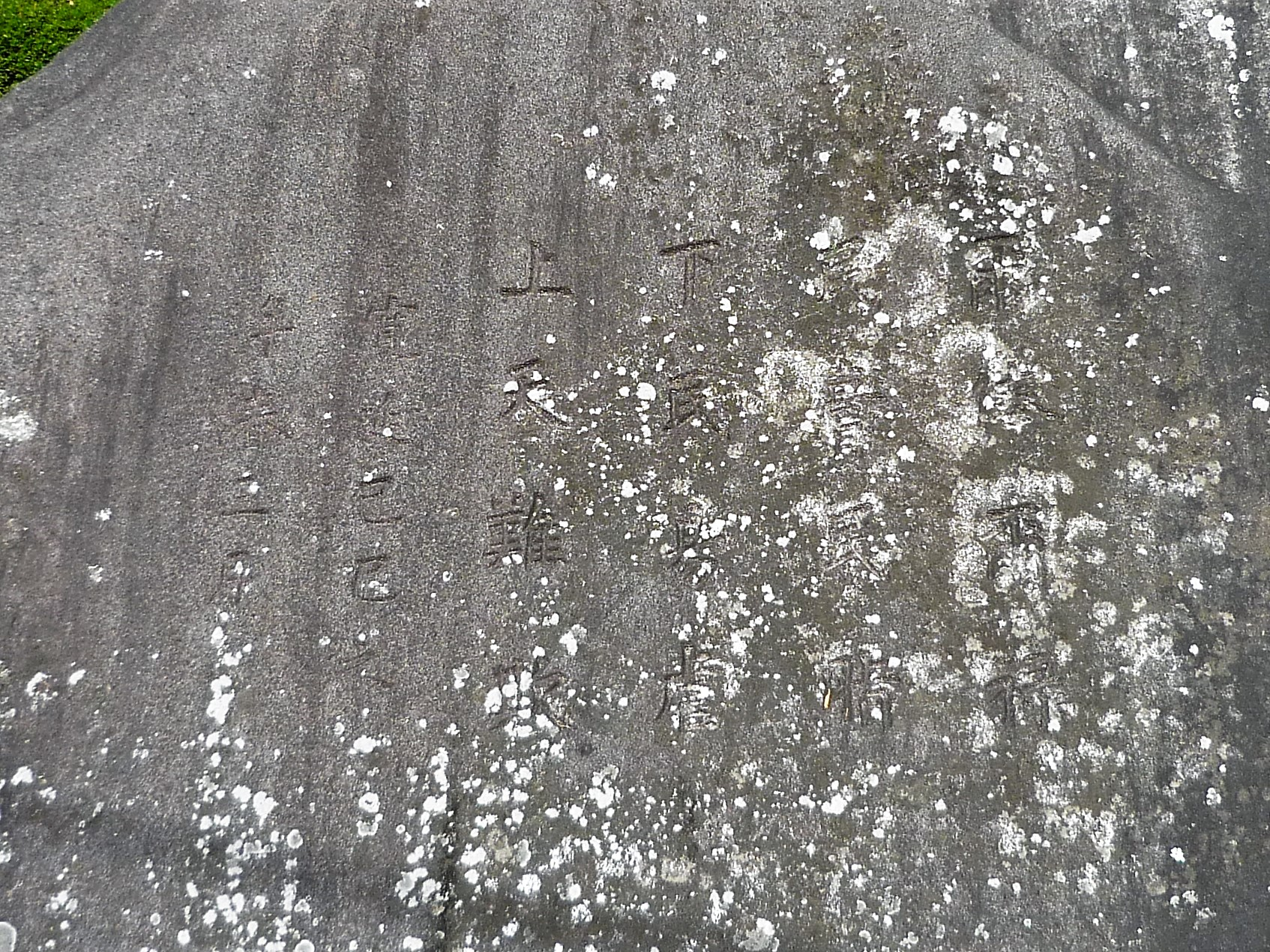
碑文

旧二本松藩戒石銘碑（きゅうにほんまつはんかいせきめいひ）は、二本松藩第7代藩主丹羽高寛が、家臣で儒学者の岩井田昨非の献策により、藩士の戒めとして旧二本松城の入り口にあたる場所（現福島県二本松市郭内3丁目）に設置した石碑。一夜のうちに自然石（花崗岩）の露出面に刻まれたという。

## 刻まれた文言とその意味
石碑には16字が4字4行に刻まれている。原本は縦書きである。
碑文の意は「お前のいただく俸禄は人民の汗であり脂（あぶら）である。下民は虐げやすいが上天をあざむくことはできない」で、藩政改革と綱紀粛正の指針を示したものとされる。
「寛延己巳」とは寛延2年のことで、同年3月は西暦では1749年の4月から5月にかけてに相当する。

## 史跡指定
本碑は、1935年（昭和10年）12月24日、国の史跡に指定された。